# Малга Чапела (Белуно)
Малга Чапела (итал. Malga Ciapela) је насеље у Италији у округу Белуно, региону Венето.
Према процени из 2011. у насељу је живело 2 становника. Насеље се налази на надморској висини од 1448 м.